# 奧黛麗·尼芬格
奧黛麗·尼芬格（英語： Audrey Niffenegger，1963年6月13日—）是一位美國作家、藝術家和學術家。

## 人物概要

### 著作
2009年上映的同名電影是改編自尼芬格2003年出版的處女作《時空旅人之妻》（The Time Traveler's Wife），由艾瑞克·巴納和瑞秋·麥亞當斯主演，於2009年8月14日上映。她還寫了圖像小說或「圖畫小說」出版的而尼芬格稱它《不倫三姊妹》（The Three Incestuous Sisters）在2005年。這本書是在告訴我們住在海濱的房子的三姊妹的故事。這本書還和愛德華·高瑞（Edward Gorey）的著作做比較。
另一本圖像小說，《女冒險家》（The Adventuress），在2006年9月1日發行。2004年她的短篇故事《夜間流動圖書館》（The Night Bookmobile）是她在衛報上連載的「視覺小說」。
2009年3月，尼芬格第二本暢銷的小說，《她的對稱靈魂》（Her Fearful Symmetry），向查爾斯·史克里布納之子預支了500萬美金，某單位西門與舒斯特大廈在經過激烈競爭的拍賣後。這本書是在2009年10月1日出版的，和在倫敦的海格特公墓，在研究這本書時，尼芬格擔任導遊的工作。
她目前正在撰寫第三本稱為《流亡的栗鼠女孩》（The Chinchilla Girl in Exile），是個關於叫麗琪·瓦羅（Lizzie Varo）的女孩，她患有先天性遺傳多毛症（體毛過多）。

### 藝術與學術界
她也是一位在哥倫比亞大學芝加哥書籍和紙藝中心的跨學科書籍藝術MFA計畫的教授。她是T3或Text 3的創始成員之一，她負責教導寫作、凸版印刷以及精美版書籍的製作，並曾經在芝加哥的印染廠畫廊（Printworks Gallery）展出她的藝術作品。
尼芬格也是在他所任教的中級和高級的版畫研討會的北岸藝術聯盟學院的成員。
尼芬格是拉格達爾基金會的女校友，她也是董事會的成員。她形容自己是「在某處的不可知論和無神論的光學頻譜」還有賦予讓她懷疑的她的天主教背景。